# Kissin' Cousins
Kissin' Cousins (no Brasil, Com Caipira Não Se Brinca), é um filme de comédia romântica de 1964, dirigido por Gene Nelson e protagonizado por Elvis Presley.

## Sinopse
Josh Morgan (Elvis Presley), é um tenente das forças armadas e junto com seu capitão, Robert Jason Salbo (Jack Abertson), vai para as montanhas Great Smoky visitar seus parentes distantes por parte da mãe, para convencê-los a vender suas terras onde será um local de míssil. Ao visitá-los, Josh se depara com seu primo, Jodie Tatum (Elvis Presley), que é sua cópia loira. Ele também conhece suas duas primas, Azalea (Yvonne Craig) e Selena (Pamela Austin), que acabam se interessando por Josh. No fim, Josh fica com Azalea, e apresenta Selena a seu melhor amigo. Enquanto isso, Jodie conhece Midge (Cynthia Pepper),  uma linda porém irritada WAG. Josh tenta convencer Pappy Tatum a vender um lado da montanha ao governo, com a condição de que eles não interfiram em seu negócio do outro lado da terra.

## Elenco
- Elvis Presley: Josh Morgan/Jodie Tatum
- Arthur O'Connell: Pappy Tatum
- Glenda Farrell: Ma Tatum
- Jack Albertson: Robert Jason Salbo
- Cynthia Pepper: Midge Riley
- Yvonne Craig: Azalea Tatum
- Pamela Austin: Selena Tatum
- Donald Woods: Alvin Donford
- Tommy Farrell: William George Bailey
- Beverly Power: Kittyhawk Trudy

## Prêmios e indicações
Os roteiristas Gene Nelson e Gerald Drayson Adams foram indicados ao Writers Guild of America na categoria "Melhor Roteiro".